# Родді Ллевеллін
Сер Родерік Віктор Ллевеллін, 5-й баронет (нар. 9 жовтня 1947) — британський баронет, проєктувальник садів, журналіст, письменник і телеведучий. Він мав восьмирічні стосунки з принцесою Маргарет, графинею Сноудон, молодшою сестрою королеви Єлизавети II.

## Молодість і освіта
Ллевеллін народився в Кріковеллі, Брекнокшир. Він був молодшим сином сера Гаррі Ллевелліна, 3-го баронета. (пом. 1999), золотого олімпійського медаліста з конкуру, і його дружини, Крістін Сомарез (пом. 1998). Він закінчив школу Шрусбері, а потім отримав національний сертифікат із садівництва в Коледжі Мерріст Вуд. У 2009 році він успадкував титул баронета Ллевелліна від свого старшого брата, Дая.
У 2012 році Ллевеллін з деяким сумом розповідав про своє раннє життя в маєтку Гобіон, а згодом в Лланфейр-Грейндж. Його батьки часто були у від'їздах через кінні змагання, а няня, Ребекка Дженкінс, стала його музою, заохочуючи хлопчика до садівництва. У віці 7 років його відправили в школу-інтернат Готрійс.

## Особисте життя
У 1973 році 25-річний Ллевеллін закрутив роман із принцесою Маргарет, якій на той час було 43. Вони зустрілися в Шотландії в «Café Royal» в Единбурзі у вересні 1973 року. Кілька років потому біограф Маргарет Тео Аронсон зробив такий коментар: «Він був добре вихованим, добре говорив і був кумедним; і перш за все він був дуже милим».
У 1976 році фотографії пари на приватному острові Мастік стали причиною скандалу. У таблоїдах його називали «хлопчиком-іграшкою». Ллевеллін опублікував публічну заяву, в якій говорилося: «Я дуже шкодую про будь-яке збентеження, заподіяне Її Величності Королеві та королівській родині, яким я хочу висловити найбільшу повагу, захоплення та відданість».
Численні публікації про стосунки стали причиною розірвання шлюбу принцеси з графом Сноудоном. За словами тодішнього шофера Девіда Гріффіна після розриву принцеси Маргарет з Ллевелліном вона знищила всі листи.
За словами Енн Теннант, баронеси Гленконнер, процитованої в документальному фільмі 2018 року «Елізабет: Наша королева», монархиня обговорювала з нею Ллевелліна після похорону принцеси Маргарет у 2002 році. Вона подякувала леді Енн за знайомство його з сестрою, тому що «він зробив її справді щасливою».
11 липня 1981 року Ллевеллін одружився з дочкою кінопродюсера Пола Соскіна Тетяною. У пари є троє доньок Олександра, Наташа та Розі. Старша дочка Олександра — дизайнер і художник.

## Кар'єра

### Садівництво
Ллевелін сказав: «Мене завжди захоплювали рослини… Вони дають мені величезну кількість розради».
Очевидно, саме його няня, Ребекка Дженкінс познайомила його з садівництвом. Коли сім'я переїхала до Лланфейр-Грейндж, Ллевеллін сказав: «У нас були величезні газони та чудові краєвиди. Це була гарна місцевість… на ній був великий город і казкові дерева». Протягом усього життя Ллевеллін завжди вважав себе частиною цієї багатої валлійської спадщини під горою Шуга Лоаф. Ллевеллін керує власною компанією Roddy Llewellyn's Garden Design.
Він регулярно читає лекції для пенсіонерів в Олімпії, Глазго та Манчестері (головує на сесіях із запитаннями та відповідями), в садовому центрі Доббі («Запалющі ідеї для саду»), Герефордському соборі («Цікаві ідеї для саду»), Весняне садове шоу Малверна («Хто кращі садівники — чоловіки чи жінки?»), парк дикої природи «Котсволд» (серія «Вечір із експертами з садівництва 2005—2006»), замок Чолмі («Кумедні ідеї для саду») та корабель «Кришталева симфонія» (під час круїзу з проєктуванням саду з «тематичними лекціями»).
Серед його опублікованих книжок: «Міські сади», «Красиві двори», «Водні сади: Вибір знавця», «Елегантність і ексцентричність», «Вирощування подарунків», «Вирощуйте це самостійно: Садівництво з фізичними вадами» та «Рік садівництва Родді Ллевелліна».
Ллевеллін був меценатом виставки квітів у Саутпорті.

### Журналістика та радіомовлення
Ллевеллін писав книги, журнальні статті та газетні колонки на тему садівництва. Журнали, для яких він писав, включають «Герітедж хоум» у 2006 році, «Кантрі лайф» у 2005 та 2006 роках, «Кантрі іллюстрейтед» у 2004 та 2006 роках, «Оксфордшир лімітед ідішн» у 2006 році, «Леді» у 2005 році, «Еден проджект френдс» у 2004 році та «Санді таймс» у 2004 році. Він писав колонки для «Дейлі стар» з 1981 по 1985 рік і для «Мейл он сандей» з 1987 по 1999 рік.
Він представляв «Домашнє шоу» у 1990 році та «Садове шоу» у 1992–93 роках для Thames Television, серед кількох інших програм. Він з'явився на «Світі садівників» у 2007 році.
Ллевеллін також був кореспондентом із питань садівництва в «Мейл он сандей» протягом 12 років.

### Музика
У 1978 році Ллевелін випустив альбом поп-музики «Roddy», але з'ясував, що засоби масової інформації цікавляться лише його особистим життям. Альбом не мав успіху.

### Геральдика
Ллевелін служив помічником Геральдичної палати та був відзначений як «любитель відслідковувати походження».

## У популярній культурі
Ллевелліна зіграли Саймон Вудс у фільмі 2005 року «Сестра королеви» та Гаррі Тредевей у серіалі Netflix «Корона».

## Книги
- Roddy Llewellyn. Beautiful Backyards. 1986.
- Roddy Llewellyn. Elegance & Eccentricity. 1989.
- Roddy Llewellyn. Gardening in your face!. 1990.
- Roddy Llewellyn. Grow It Yourself. Gardening with a Physical Disability. 1993.
- Roddy Llewellyn. Growing Gifts. 1991.
- Roddy Llewellyn. Roddy Llewellyn's Gardening Year. 1997.
- Roddy Llewellyn. Town Gardens. 1981.
- Roddy Llewellyn. Water Gardens: The Connoisseur's Choice. 1987.